# Dominik Bauer
Pour les articles homonymes, voir Bauer.
Dominik Bauer, né le 4 décembre 1997 à Neuss, est un coureur cycliste allemand.

## Biographie
Dominik Bauer est formé au VfR Büttgen, un club basé à Kaarst. En 2016, il se fait remarquer en remportant une course nationale sur ses terres natales de Neuss, devant Nikias Arndt et Fränk Schleck,. Il intègre ensuite l'équipe continentale Dauner D&DQ-Akkon. Avec cette formation, il réalise ses meilleurs performances au niveau amateur. Il devient notamment champion d'Allemagne de la montagne chez les espoirs en 2019. La même année, il se classe quatrième du championnat d'Allemagne sur route espoirs, sixième d'Eschborn-Francfort U23 ou encore onzième du Tour de Cologne, au milieu des professionnels. 
En 2022, il rejoint la formation Lotto-Kern-Haus. Avec cette structure, il termine quatrième du Tour international de Rhodes. Il obtient aussi une victoire et quelques tops dix dans des épreuves allemandes en 2023, sous les couleurs de Saris Rouvy Sauerland. Ses résultats restent néanmoins insuffisants pour décrocher un contrat professionnel. Il poursuit la compétition en 2024, mais en se consacrant au gravel. 

## Palmarès et résultats

### Palmarès par année
- 2016
  - Tour de Neuss
- 2017
  - Herforder Frühjahrspreis
- 2019
  -  Champion d'Allemagne de la montagne espoirs
  - Großer Preis der Niederrheinischen Sparkasse
  - 2e du Tour de Sebnitz
- 2020
  - 3e du Tour du Sauerland
- 2021
  - Rad-Bundesliga
  - 3e du Gippinger Radsporttage
- 2023
  - Tour de Fischeln
  - 2e de l'Erzgebirgsrundfahrt
  - 2e du Rund um die Kö

### Classements mondiaux
| Année                                 | 2019  | 2020 | 2021  | 2022  |
| ------------------------------------- | ----- | ---- | ----- | ----- |
| Classement mondial                    | 1318e | nc   | 2718e | 1569e |
| UCI Europe Tour                       | 908e  | nc   | 1774e | 1052e |
|                                       |       |      |       |       |
| Légende : nc = non classéSource : UCI |       |      |       |       |